# Linnansaari (ö i Södra Karelen)
Linnansaari är en ö i Finland. Den ligger i vattendraget Huopaisenvirta och i kommunen Luumäki i den ekonomiska regionen  Villmanstrands ekonomiska region  och landskapet Södra Karelen, i den södra delen av landet, 170 km nordost om huvudstaden Helsingfors. Öns area är 0,3 hektar och dess största längd är 90 meter i sydväst-nordöstlig riktning.